# Малый Авраль
Малый Авраль — река в России, протекает по Мелекесскому району Ульяновской области. Устье реки находится в 8,9 километрах от устья по левому берегу реки Большой Авраль. Длина реки — 25 километров. Площадь водосборного бассейна — 257 км².

## Гидроним
Название реки как и села Авраль - который в свою очередь происходит от чувашского гидронима Авăр ял диалектное Эвĕр ель - от Авăр - диал. Евĕр - омут, пучина, водоворот, кружиться (о воде в омуте): тарăн авăр — глубокий омут, авăр вырăн — 1) водоворот, 2) место с омутами 3) авăра пут — утонуть в омуте, 4)пурнăç авăрĕ — перен. водоворот жизни.

## Данные водного реестра
По данным государственного водного реестра России относится к Нижневолжскому бассейновому округу, водохозяйственный участок реки — Большой Черемшан от истока и до устья. Речной бассейн реки — Волга от верхнего Куйбышевского водохранилища до впадения в Каспий.
Код объекта в государственном водном реестре — 11010000412112100005336.